# Inderøy
Inderøy – norweskie miasto i gmina leżąca w regionie Trøndelag.
Inderøy jest 360. norweską gminą pod względem powierzchni.
W należącej do niej miejscowości Sakshaug znajduje się kamienny kościół z połowy XII wieku. W jednym z jego portali umieszczono płaskorzeźbę (maskę diabła) wcześniejszego pochodzenia.

## Demografia
Według danych z roku 2005 gminę zamieszkuje 5908 osób. Gęstość zaludnienia wynosi 40,37 os./km². Pod względem zaludnienia Inderøy zajmuje 168. miejsce wśród norweskich gmin.
| ludność stan na 1 stycznia 2005 |         |           |       |
|                                 | kobiety | mężczyźni | razem |
| osób                            | 2949    | 2959      | 5908  |
| %                               | 49,92%  | 50,08%    | 100%  |

| wykształcenie stan na 1 października 2004 |        |         |        |        |
|                                           | podst. | średnie | wyższe | niezn. |
| osób                                      | 774    | 2686    | 1004   | 67     |
| %                                         | 17,08% | 59,28%  | 22,16% | 1,48%  |

## Edukacja
Według danych z 1 października 2004:
- liczba szkół podstawowych (norw. grunnskolar): 6
- liczba uczniów szkół podst.: 928

## Władze gminy
Według danych na rok 2011 administratorem gminy (norw. rådmann) jest Jon Arve Hollekim, natomiast burmistrzem (norw. ordfører, d. borgermester) jest Ole Tronstad.